# Stadion Międzynarodowy Chalifa
Stadion Międzynarodowy Chalifa (arab. ‏ستاد خليفة الدولي‎, trb. stad chlifa ad-Duli) – wielofunkcyjny stadion w mieście Doha, stolicy Kataru.

## Historia
Stadion nosi imię Chalifa ibn Ahmada Al Saniego, emira Kataru w latach 1972–1995. Znajduje się na terenie kompleksu sportowego Aspire Zone. Pojemność stadionu wynosi 50 000 widzów. Powstał w 1976 roku. Miał wtedy trybuny na 20 000 widzów i zakrytą charakterystycznym, płaskim dachem trybunę zachodnią. 
Jeszcze w 1976 roku rozegrano na nim wszystkie spotkania 4. edycji turnieju o Puchar Zatoki Perskiej. W 1992 roku na stadionie rozegrano wszystkie spotkania 11. edycji Pucharu Zatoki Perskiej, w 1995 roku obiekt był jedną z aren młodzieżowych Mistrzostw Świata (rozegrano na nim m.in. finał imprezy), w 1998 roku rozegrano tu mecz o 3. miejsce oraz finał 7. edycji Pucharu Narodów Arabskich, a w 2000 roku na stadionie odbył się 16. Światowy Finał IAAF. W styczniu 2011 roku odbyło się na nim również część spotkań (w tym finał) Pucharu Azji w piłce nożnej 2011, a w grudniu tego samego roku obiekt był główną areną 12. Igrzysk Panarabskich. W 2019 obiekt był areną 17. lekkoatletycznych Mistrzostw Świata. 
W roku 1984 przeszedł modernizację, a poważną rozbudowę przeszedł w latach 2003–2005, w związku z organizacją przez Katar Igrzysk Azjatyckich w 2006 roku, których stadion był główną areną. Obiekt otrzymał wtedy m.in. nową trybunę zachodnią (pojemność całego obiektu zwiększyła się z 20 000 do 50 000), efektowne łuki, dwa baseny pod wschodnią trybuną oraz zadaszenie nad trybuną zachodnią; wtedy też powstał cały kompleks sportowy otaczający stadion. Na czas igrzysk za wschodnią trybuną ustawiono duży ekran. Planowana była też kolejna rozbudowa obiektu do 68 030 widzów, ponieważ stadion został jedną z aren Mistrzostw Świata 2022, ale pomysł zmieniono. Ostateczny projekt międzynarodowej firmy architektonicznej Dar Al-Handasah zwiększył pojemność stadionu do 45 857 miejsc dzięki dodaniu nowego poziomu na wschodniej trybunie, a także zbudowano dach pokrywający cały stadion.